# Hold It Don't Drop It
"Hold It Don't Drop It" é uma canção da cantora americana Jennifer Lopez, do álbum Brave. Essa canção contém uma amostra da música de 1975, "It Only Takes a Minute", do grupo Tavares.

## Lançamento
A canção seria originalmente lançada na Europa em Setembro de 2007 apenas como um club single. Atingiu o topo da parada Dance dos Estados Unidos, pouco tempo depois de Do It Well. Foi oficialmente lançado como segundo single do Brave na Inglaterra em Janeiro de 2008. Devido a gravidez de Jennifer, a canção foi esquecida e sem divulgação atingiu o pico de #72 na Inglaterra. No restante do mundo, foi lançada praticamente como club single. Nos Estados Unidos, não houve lançamento de single físico.

## Videoclipe
O videoclipe da música foi gravado no dia 16 de novembro de 2007, e dirigido por Melina Matsoukas. O clipe estreou na MTV Europe e na MTV Turquia no dia 4 de Dezembro de 2007. Jennifer Lopez já estava grávida quando gravou esse videoclipe.

## Faixas e formatos
- "Hold It, Don't Drop It" (Album Version) – 3:55
- "Hold It, Don't Drop It" (Instrumental) – 3:55
- "Hold It, Don't Drop It" (Acapella)
- "Hold It, Don't Drop It" (Moto Blanco Radio Mix) – 3:16
- "Hold It, Don't Drop It" (Moto Blanco Club Mix) – 8:37
- "Hold It, Don't Drop It" (Moto Blanco Dub Mix) – 7:50
- "Hold It, Don't Drop It" (Ashanti Boyz Radio Mix)
- "Hold It, Don't Drop It" (Ashanti Boyz Club Mix)
- "Hold It, Don't Drop It" (Pokerface Remix)
- "Hold It, Don't Drop It" (Pokerface Radio Mix)

## Desempenho

### Posições
| Tabelas musicais (2007 - 2008)       | Melhor posição |
| ------------------------------------ | -------------- |
| Estados Unidos - Hot Dance Club Play | 1              |
| Hungria - Hungarian Airplay Chart    | 33             |
| Reino Unido - UK Singles Chart       | 72             |